# France International Baseball Tournament 2016
Navigation
2014
Le France International Baseball Tournament 2016 est un tournoi international de baseball qui se déroule du 31 août au 4 septembre 2016 à Sénart. 
Le tournoi, aussi nommé Yoshida Challenge, est dédié à Monsieur Yoshida, ancien joueur/manager des Hanshin Tigers, membre du Temple de la renommée du baseball nippon en Manager de l'Équipe de France de baseball dans les années 90. 
L'édition 2016 regroupe les Pays-Bas, tenants du titre, l'Allemagne, la France et une sélection de joueurs professionnels « International Stars ». Le tournoi sert de préparation aux Bleus pour le Championnat d'Europe de baseball 2016.

## Participants

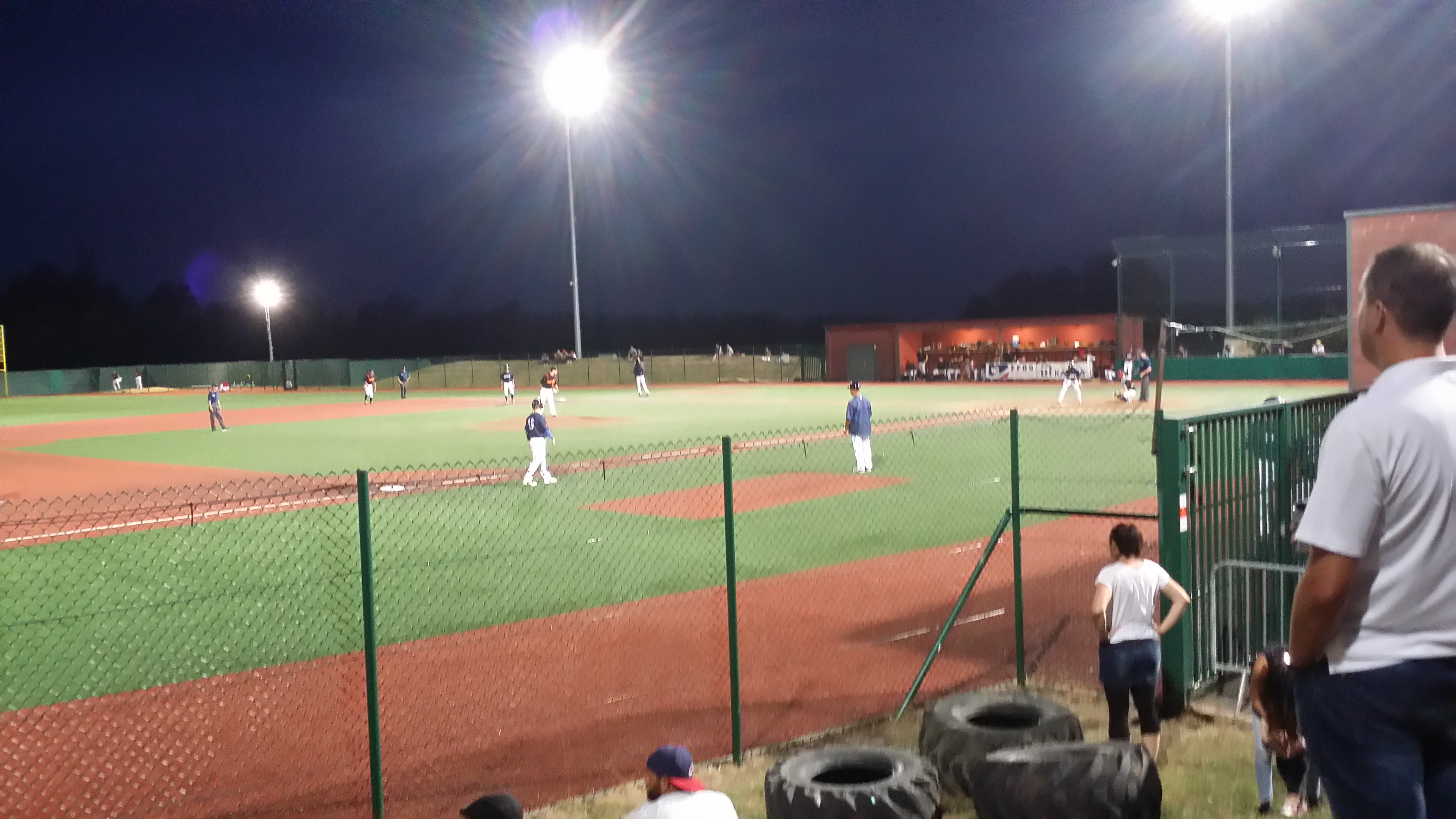
Match entre l'équipe de France et l'Allemagne

- Allemagne
- France
- Pays-Bas
- International Stars

## Formule
Le tournoi se joue au format round robin simple suivi d'une finale entre les deux premiers de poule.
Le Yoshida Challenge est un tournoi homologué par la Confédération internationale de baseball et softball (WBSC). Les résultats des rencontres entreront donc en compte pour le Classement mondial de l'IBAF.

## Calendrier et résultats

### Match de gala
| 31 août 2016 | Allemagne | 8-6 | France | Sénart |

### Poule
| 1er septembre 2016 | Pays-Bas | 12-4 | Allemagne | Sénart |

| 1er septembre 2016 | France | 4-9 | International Stars | Sénart |

| 2 septembre 2016 | International Stars | 0-12 | Pays-Bas | Sénart |

| 2 septembre 2016 | France | 8-10 | Allemagne |  |

| 3 septembre 2016 | Allemagne | 8-7 | International Stars | Sénart |

| 3 septembre 2016 | Pays-Bas | 10-0 | France | Sénart |

| Pl. | Équipe              | J | V | D | %     |
| --- | ------------------- | - | - | - | ----- |
| 1   | Pays-Bas            | 4 | 4 | 0 | 1.000 |
| 2   | Allemagne           | 4 | 2 | 2 | 0.500 |
| 3   | France              | 4 | 1 | 3 | 0.250 |
| 4   | International Stars | 4 | 1 | 3 | 0.250 |

### Match pour la troisième place
| 4 septembre 2016 | International Stars | 9-12 | France | Sénart |

### Finale
| 4 septembre 2016 | Pays-Bas | 5-3 | Allemagne | Sénart |

## Récompenses
- MVP: